# Chokwea burri
Chokwea burri är en insektsart som beskrevs av Boris Petrovich Uvarov 1953. Chokwea burri ingår i släktet Chokwea och familjen gräshoppor. Inga underarter finns listade i Catalogue of Life.